# Phoracantha obscura
Phoracantha obscura es una especie de escarabajo del género Phoracantha, familia Cerambycidae. Fue descrita científicamente por Donovan en 1805.
Esta especie se encuentra en Australia.
Los machos miden entre 13 y 28 mm mientras que las hembras miden entre 14 y 29 mm.